# 白眉鸫
白眉鸫（学名：Turdus obscurus）属於鸫科鸫属，是一种广泛分布於除青藏高原外的东亚和北亚雀鸟。其繁殖於密集的針葉林與泰加林，從西伯利亞及蒙古往東延伸至日本。
本種為強烈的候鳥，於冬季遷徙至中國及東南亞過冬，偶見於西歐洲。其近缘物种为白腹鸫与灰背鸫。

## 分類
白眉鶇於1789年由德國博物學家約翰·弗里德里希·格梅林在他修訂擴展的卡爾·林奈自然系統中正式描述。格梅林將其歸於鶇屬（Turdus），並創造了二名法名稱Turdus obscurus。其學名源自拉丁文，Turdus意指“鶇”，obscurus意為“暗色”或“陰暗”。格梅林的描述基於1783年英國鳥類學家約翰·萊瑟姆在《鳥類綜述》（A General Synopsis of Birds）中提到的“暗色鶇”。萊瑟姆記載道：“此物種分布於西伯利亞，在貝加爾湖以外的森林中發現”，但未說明信息來源。本種為單型，未確認有亞種。

## 特徵
白眉鸫繁殖於古北界中部及东部，沿西伯利亚向东的茂密针叶林，最高可至海拔2000米，为典型候鸟，冬季从南亚到东南亚越冬，曾有迷鸟在欧洲西部被发现。
树上筑巢，一窝产卵4－6枚。迁徙和越冬的鸟类会结成小型鸟群。杂食动物，以多种昆虫、蚯蚓和浆果为食。
外形美丽，体长约22 cm，背和头颈部呈灰褐色，眼部周围有白色眉纹，虹膜褐色，喙黄色，喙端黑色，胸和胁为橙色，腹部白色，脚黄棕色。成年雄鸟和雌鸟外形大致相同，但幼鸟背部为棕褐色。
鸣叫声为单薄“zip-zip”相互联络时为“tseep”长音，与槲鸫类似。
喜活动於灌木丛及林中，生性活泼，温驯好奇，喜欢鸣叫。

## 化石紀錄
2017年，印尼晚更新世雀形目鳥類的研究中發現了一塊屬於本種的化石。

## 圖庫

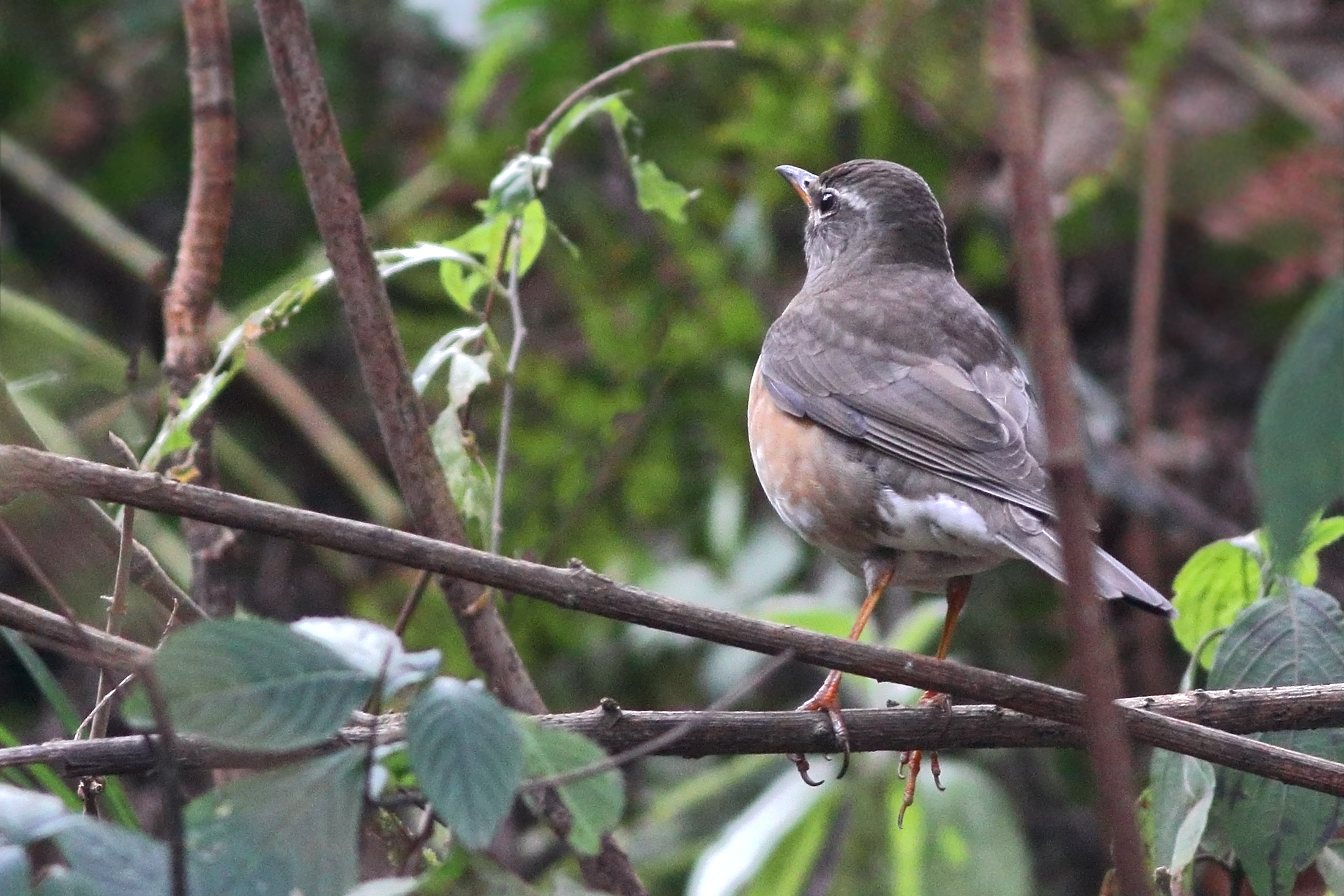
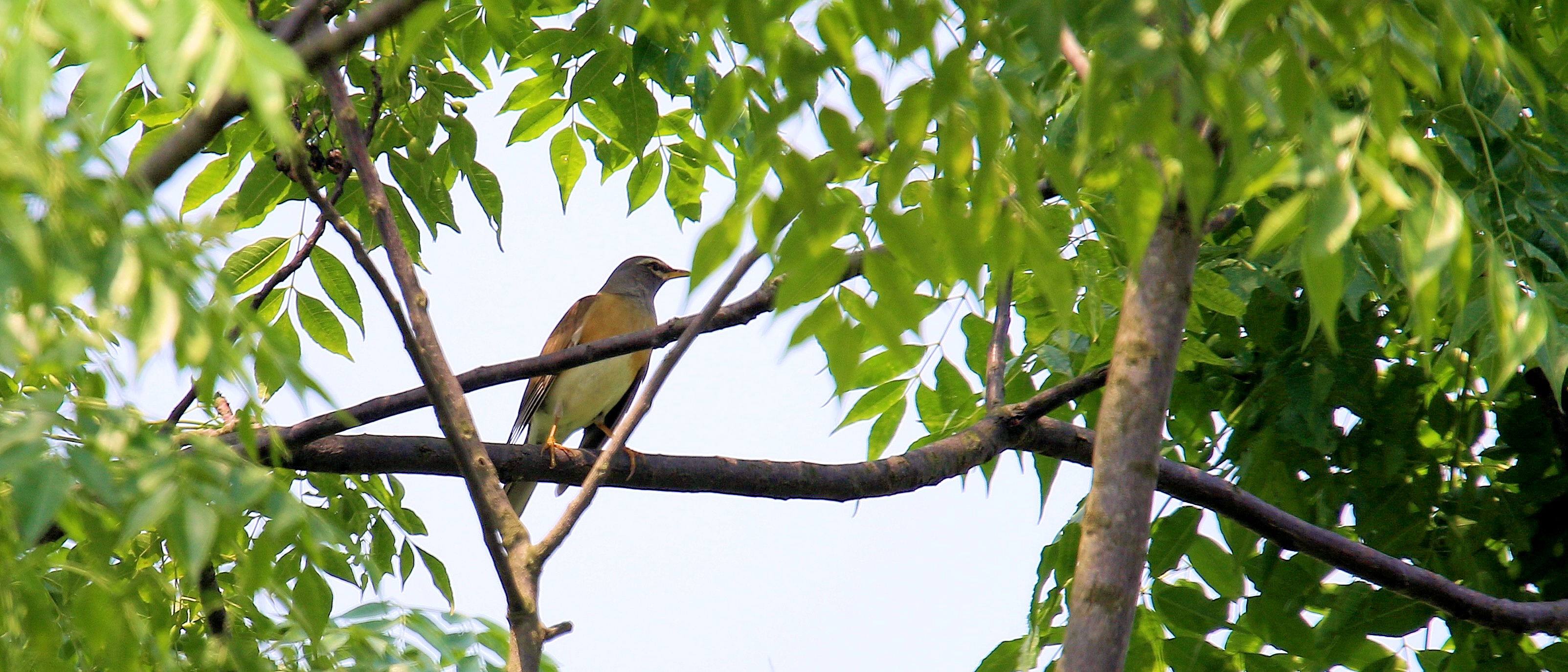
來自那加蘭村科諾馬的白眉鶇，印度
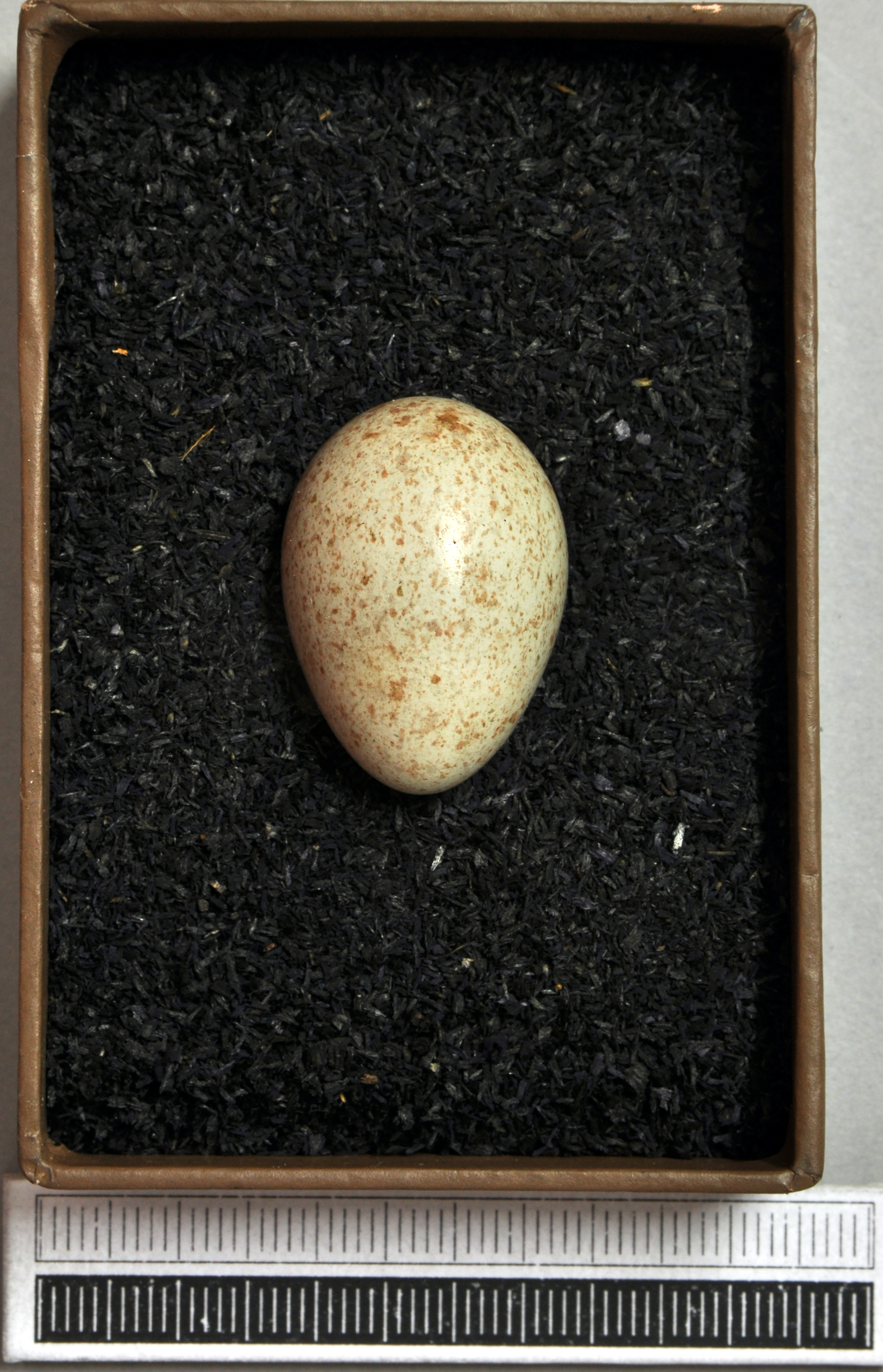
蛋，藏於威斯巴登博物館